# Route nationale 74 (Grèce)
Pour les articles homonymes, voir Route nationale 74.
La route nationale 74 (en grec moderne : Εθνική Οδός 74, Ethnikí Odós 74, en abrégé EO74) est une route nationale en Grèce, dans les régions du Péloponnèse et de Grèce-Occidentale.

## Description
La route EO74 par de son intersection avec la route EO9 à Pýrgos. 
Elle s'étend vers l'est, en suivant la vallée de l’Alphée, jusqu'à Tripotamiá où elle commence à suivre la rivière Ladon. 
Près de Kalliáni, elle s'oriente à nouveau vers l'est, traverse le nord montagneux de l'Arcadie, puis les localités de Vytína et Levídi. 
Elle se termine en rencontrant la route EO7 et la route EO39 à Tripoli.

## Tracé
| Km     | Agglomérations lieux | Carte interactive |
| ------ | -------------------- | ----------------- |
| 0 km   | Pýrgos               |                   |
| km     | Varvásena (en)       |                   |
| 19 km  | Olympie              |                   |
| km     | Koskinás (el)        |                   |
| km     | Vasiláki (el)        |                   |
| 41 km  | Tripotamiá           |                   |
| km     | Kalliáni             |                   |
| km     | Lefkochóri           |                   |
| 75 km  | Langádia             |                   |
| km     | Karkaloú             |                   |
| 98 km  | Vytína               |                   |
| km     | Vlachérna            |                   |
| 116 km | Levídi               |                   |
| km     | Kápsas               |                   |
| 141 km | Tripoli              |                   |